# 215

215(이백십오)는 214보다 크고 216보다 작은 자연수다.

## 수학
- 합성수로, 그 약수는 1, 5, 43, 215다. 진약수의 합은 49이므로, 215는 부족수다.
  - 71번째 반소수다. 앞의 반소수는 214, 다음 반소수는 217이다.
- {\displaystyle 44^{2}-1}은 215로 나누어떨어진다.

## 과학
- NGC 215: 봉황자리 방향에 있는 은하.

## 교통

### 철도
- 서울 지하철 2호선 잠실나루역의 역번호.
- 부산 도시철도 2호선 지게골역의 역번호.
- 대구 도시철도 2호선은 215번 역이 없고, 216번부터 시작한다.

### 도로
- 고속도로 및 국도
  - 아우토반 215호선(영어판, 독일어판): 독일의 고속도로.
  - 일본 215번 국도: 일본의 폐지된 국도. 214번, 216번 국도와 통합되어 57번 국도가 되었다.
- 기타 도로
  - 현도 제215호선

## 문화유산
- 대한민국의 국보 제215호: 감지은니대방광불화엄경 정원본 권31
- 대한민국의 보물 제215호: 서울 북한산 구기동 마애여래좌상
- 대한민국의 사적 제215호: 금정산성

## 방송
- 스카이라이프의 맥스포츠 채널 번호.
- 지니 TV의 헬스메디TV 채널 번호.
- B tv 케이블의 MGTV 채널 번호.

## 기타
- 날짜: 2월 15일
- 연도: 215년, 기원전 215년